# Coenonympha nigricans
Coenonympha nigricans är en fjärilsart som beskrevs av Bubacek 1923. Coenonympha nigricans ingår i släktet Coenonympha och familjen praktfjärilar. Inga underarter finns listade i Catalogue of Life.